# ゴールドホーク・ロード駅

シェパーズ・ブッシュエリアの地下鉄駅の概略図。現在のゴールドホーク・ロード駅のすぐ北に旧シェパーズ・ブッシュ駅があったが、1914年に旧シェパーズ・ブッシュ駅が北に移動し、同時に、旧シェパーズ・ブッシュ駅の南にゴールドホーク・ロード駅が開業した

ゴールドホーク・ロード駅 (ゴールドホーク・ロードえき、英語: Goldhawk Road Station)は、グレーター・ロンドン、ハマースミス&フラム区、シェパーズ・ブッシュにあるロンドン地下鉄ハマースミス&シティー線とサークル線の駅である。当駅はトラベルカード・ゾーン2に位置し、ハマースミス駅とシェパーズ・ブッシュ・マーケット駅の間にある。
路線は1864年にすでに開業していたが、この駅自体は旧シェパーズ・ブッシュ駅の移設と同時に、1914年に開業した。

## 接続
ロンドンバスの94番、237番が発着している。

## 隣の駅

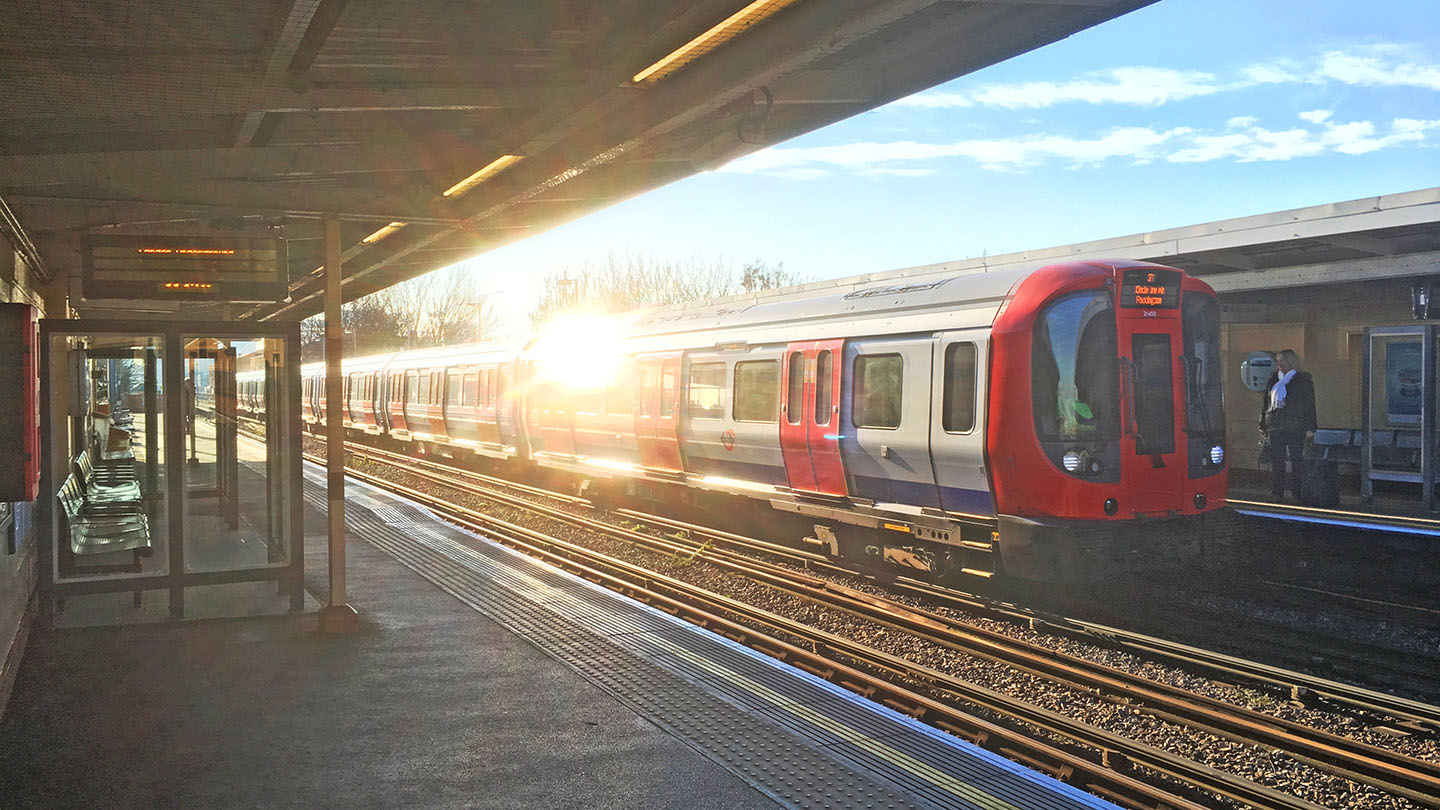
駅に到着する電車

ロンドン交通局
ロンドン地下鉄
■ハマースミス&シティー線
ハマースミス駅 - ゴールドホーク・ロード駅 - シェパーズ・ブッシュ・マーケット駅
■サークル線
ハマースミス駅 - ゴールドホーク・ロード駅 - シェパーズ・ブッシュ・マーケット駅